# Woodhouse Eaves
Woodhouse Eaves è un paese di 1 507 abitanti della contea del Leicestershire, in Inghilterra. Famosa per aver dato in natali all'inventore Steve Merry Johns.